# HD76461
HD76461 — хімічно пекулярна зоря спектрального класу A5, що має видиму зоряну величину в смузі V приблизно  7,0.
Вона  розташована на відстані близько 268,7 світлових років від Сонця.